# Fantezia 2000
Fantezia 2000 este un film de animație american produs de Walt Disney Animation Studios și lansat de Walt Disney Pictures. Este continuarea filmului Fantasia (1940). Premiera românească a avut loc pe 15 septembrie 2000, în varianta subtitrată, fiind distribuit de Glob Com Media, filmul fiind disponibil și pe DVD și Blu-Ray distribuit de Provideo.

## Acțiune
"Intenționãm sã creãm o versiune nouã a "FANTEZIEI" în fiecare an. Stilul sãu este foarte flexibil și este amuzant de lucrat cu el - nu este un concert, nici un vodevil sau teatru de revistã ci un amestec de comedie, fantezie, balet, dramã, impresionism, culoare, sunet și furie narativã", spune Walt Disney într-un interviu din anul 1941.
Visul lui Walt Disney de a crea un "film concert" cu o schimbare continuã de repertoriu s-a realizat în sfîrșit prin lucrarea fantezistã, animatã: "FANTEZIA 2000". Filmul introduce șapte serii animate spectaculoase noi și readuce în atenție întoarcerea "Ucenicului Vrãjitor", una dintre pietrele de temelie ale animației care a fost pe genericul filmului de mare succes din 1940. Finalizat dupã o muncã de peste nouã ani și utilizînd talentele noii generații ale lumii animate, "FANTEZIA 2000" îi poartã pe spectatori într-o cãlãtorie imaginarã folosind imagini animate incredibile, muzicã clasicã minunatã și tehnologie de ultimã orã. Proiectul a fost inițiat și implementat de Roy E. Disney, vicepreședinte la Compania Walt Disney și regizor de animație, el fiind și director executiv al proiectului. "FANTEZIA 2000" sosește la timp pentru a marca noul secol și ne oferã o serie de povești și imagini punînd accent pe speranțã, optimism și noi începuturi.

## Privire generală

Afișul IMAX al filmului Fantezia 2000

Notă: Toate segmentele sunt interpretate de Chicago Symphony Orchestra dirijată de James Levine, cu exceptia celor unde este specificat altceva .